# Josep Irla i Bosch
Josep Irla i Bosch (pron. catalana: [ʒuˈzɛp ˈiɾləj ˈβɔsk]; Sant Feliu de Guíxols, 24 ottobre 1876 – Saint-Raphaël, 19 settembre 1958) è stato un politico spagnolo, presidente della Generalitat de Catalunya in esilio. Succedette a Lluís Companys.

## Biografia
Josep Irla nacque a Sant Feliu de Guíxols; fu il primo di tre fratelli.
Venne eletto deputato al Parlamento di Catalogna, e successivamente (1932) al Parlamento spagnolo.
Fu membro di Sinistra Repubblicana di Catalogna e occupò il ruolo di presidente del Parlamento di Catalogna dal 1938 fino alla morte di Lluís Companys (1940), e successivamente, dopo che Francisco Franco ebbe soppresso la Generalitat de Catalunya, fu presidente di quest'ultima in esilio dopo la morte di Companys.
Fece parte, insieme ad altri politici catalani, del governo catalano in esilio, di cui Josep Tarradellas fu successivamente presidente.
Si dimise da questa carica nel 1954 e morì quattro anni più tardi, in esilio in Francia.
Josep Tarradellas gli succedette alla presidenza della Generalitat.
Fu membro della Massoneria.